# Nom de code : Kids Next Door
 (décembre 2020).
- Si vous ne connaissez pas le sujet, laissez ce bandeau (vous pouvez alors contacter les auteurs).
- Si vous supprimez le contenu mis en cause (vous pouvez préalablement contacter les auteurs),

argumentez précisément cette suppression dans la page de discussion
(un manque de référence n'est pas un argument ; une recherche réelle de référence doit avoir été effectuée, être formellement documentée).
Nom de code : Kids Next Door (version originale : Codename: Kids Next Door, ou KND) est une série d'animation américaine créée par Tom Warburton, et produite par Curious Pictures (en) à Santa Monica, Californie, initialement diffusée entre le 6 décembre 2002 et le 21 janvier 2008 sur Cartoon Network aux États-Unis. 
En France elle a été diffusée sur Cartoon Network, et rediffusée sur Gulli et Boing et au Québec elle a aussi été diffusée sur Télétoon.
La série suit les exploits d'un groupe de cinq jeunes enfants âgés de 10 ans opérant depuis leur cabane high-tech dans un arbre. Leur mission est d'arrêter toute « tyrannie » commise à l'encontre des enfants, comme les devoirs et les tâches ménagères, par les adultes, seniors, adolescents et autres enfants « diaboliques ».

## Scénario
Un groupe de cinq jeunes enfants, enthousiastes et imaginatifs, de 10 ans, ont pour mission, en tant qu'agents d'une organisation nommée Kids Next Door, de combattre la tyrannie des adultes, personnes âgées et adolescents, en luttant pour le droit de profiter des choses amusantes et puériles de la vie. Avec l'aide d'une technologie de pointe, ils accomplissent des missions secrètes au nom de tous les enfants de la terre.
La série se termine sur le téléfilm d'animation "Opération E.N.T.R.E.T.I.E.N. (V.O. : Operation I.N.T.E.R.V.I.E.W.)", on apprend que Numéro 1 quitte la Terre sans son équipe et intervient maintenant dans l'espace au nom des KND.

## Personnages

### Protagonistes
- Numéro un/Réginald Uno : c'est le chef de l'équipe ; il est devenu chauve lors d'une mission. C'est le personnage avec la vie amoureuse la plus développée. Il y a très longtemps, son père était le numéro 0 (fondateur de l'organisation des Kids Next Door (voir Opération : Z.E.R.O.) et sa mère portait le numéro 999 et c'était le premier membre féminin des KND (Operation I.N.T.E.R.V.I.E.W.S.) Numéro 0 a toujours voulu que son fils porte un jour le numéro 1 pour dire qu'il est son fils. Son nom original est Nigel Uno, "uno" veut dire "un" en espagnol et également en italien, mais Numéro 1 est d'origine anglaise.

- Numéro 2/Mimile Mermoz : c'est un génie de gadgets et un bon pilote. Il oublie souvent de respirer, parce que ça sent mauvais chez lui, il possède cependant un bon sens de l'humour. Son petit frère Tommy va temporairement partir des KND, mais démissionne pour travailler en solo. On apprend dans "Operation I.N.T.E.R.V.I.E.W.S." dans le futur qu'il s'est marié avec Numéro 5. Son nom original est Hogarth "Hoagie" P. Gilligan, Jr. ; le « junior » veut dire « le second » ce qui donne Numéro 2.

- Numéro 3/Cookie Sambon : c'est une Japonaise, elle est une fan des singes arc-en-ciel, elle a une phobie des avions mais peut servir au combat. Elle est amoureuse de numéro 4. Elle est très proche de sa petite sœur Muchi, mais cette dernière se révèle une peste génie du mal qui la déteste. On apprend dans "Operation I.N.T.E.R.V.I.E.W.S." dans le futur qu'elle s'est mariée avec Numéro 4. Son nom original est Kuki Sanban ; « Sanban » voulant dire littéralement « Numéro 3 » en japonais.

- Numéro 4/Gadjo Basket : c'est un Australien. Malgré son apparence, il est petit mais costaud. Il déteste les objets qui ne sont pas dans son genre. Il est amoureux de numéro 3. Il est bagarreur, il croit aussi qu'il est imbattable et peut tout gagner mais il n'a jamais gagné un seul combat. Son petit frère Joey est un bébé, mais également le plus grand joueur de balle au prisonnier du monde. On apprend dans « Operation I.N.T.E.R.V.I.E.W.S. » dans le futur qu'il s'est marié avec Numéro 3. Son nom original est Wallabee "Wally" Beatles ; son prénom vient du « wallaby », un animal australien et son nom fait référence au groupe The Beatles qui sont au nombre de 4.

- Numéro 5/Lil’Abby Lincoln : c'est une Afro-Américaine. Elle est le cerveau du groupe et prend le rôle de chef quand Numéro 1 est absent, elle a une grande sœur qui faisait elle aussi partie des Kids Next Door mais elle fait partie maintenant du côté des adolescents (qui sont comme les adultes, les ennemis des KND) donc c'est maintenant une ennemie. On apprend dans "Operation I.N.T.E.R.V.I.E.W.S." dans le futur qu'elle s'est mariée avec Numéro 2. Son nom original est Abigail Lincoln ; son nom vient d'Abraham Lincoln dont le visage est présent sur les billets de 5$, d'où le nombre de Numéro 5

### Personnages secondaires
- Numéro 362 : (Rachel) Chef Suprême des KND et qui les dirige depuis leur Base Lunaire, elle serait amoureuse de Numéro 1. Elle est de base le meilleur espion des KND

- Numéro 86 : (Francine) fille très autoritaire et soupe au lait basée sur la Base Lunaire des KND, fonctionnaire très disciplinée supervisant l’effacement de la mémoire (destitution) des agents KND ayant atteint les 13 ans, elle n'a pas beaucoup d'amis (sauf Numéro 3 et 362) et pense que les garçons sont inférieurs aux filles ; elle a déjà montré des sentiments envers quelques garçons (Numéro 4 et 19), mais cela ne l'empêche pas de leur effacer la mémoire de manière cruelle. Elle est la fille de Monsieur Patron, le seul garçon qu'elle apprécie.

- Maurice : l'un des meilleurs agents KND (Numéro 9). Il a été faussement destitué et est en fait un des agents KND infiltrés chez les adolescents a leur 13 ans, seule Numéro 5 connait sa véritable identité. Note : c'est un membre des TND, les Teens Next Door.
- Bradley/Numéro 6: c'est un bébé moufette adopté par Numéro 2 et Numéro 3. Il devient membre des KND après leur avoir sauvé la vie, il est plus tard victime d'un accident de voiture et Numéro 2 le sauve en le transformant en cyborg; il est le seul agent des KND à être un animal et un cyborg.
- Les hamsters : ils sont la source d’énergie principale des KND : ils tournent dans leurs roues pour produire de l'électricité qui alimente les armes et la base. Les hamsters ont leur propre équipe de « Hamster Next Door » pour se protéger des chats de Père.
- Lizzie Devine: la petite-amie de Numéro 1 et une alliée des KND. Bien que Numéro 1 ait d'abord honte d'avouer son amour, il fait tout pour la protéger. Lizzie aime énormément Numéro 1 qu'elle surnomme « Réginou », mais dans « Opération C.O.P.I.N.E », elle ne supporte plus d'être délaissée par Réginalde chaque fois qu'il part en mission et décide de le quitter. Dans « Opération I.N.T.E.R.V.I.E.W.S. » on apprend que Lizzie est en fait un alien membre des Galactic KND.
- Tommy Mermoz : petit frère envahissant de Numéro 2. Il est temporairement membre des KND comme « Numéro T », mais les quitte pour pouvoir vaincre Père ; il devient alors un super-héros indépendant « Le Tommy ».
- Montogormery "Monty" Uno : père de Numéro 1, c'est le seul adulte qu'il ne déteste pas. Monty est réalité Numéro 0 le fondateur des KND: c'est le fils de Grand-Père et le frère de Père. Sa femme (la mère de Numéro) était Numéro 999 la première fille des KND. Numéro 0 avait découvert le livre des KND, qui permet à n'importe quel enfant qui le lit le pouvoir de battre les adultes ; ce pouvoir est l'espoir et permis à Monty de battre Grand-Père.

### Opposants
- Grand-Père (autrefois appelé Père) : premier grand ennemi de l'organisation des Kids Next Door. Il gouvernait l'Angleterre autrefois et faisait travailler les enfants ainsi que ses propres fils (futur Numéro 0 et futur Père) dans des usines de Tapiocas à travers toute l'Angleterre comme esclaves. Il fut renversé par son propre fils Numéro 0 (fondateur des Kids Next Door). Il eut la mémoire effacée mais bien des années plus tard son fils Père lui rendit la mémoire et reparti à la conquête du monde en zombifiant les adultes et les enfants en personnes âgées. Il fut vaincu par l'alliance de Numéro 0 et 1 (voir téléfilm : Opération Z.E.R.O.). Il est le grand-père de Numéro 1.

- Les ravissants chichis gratins d'en face : ils habitent en face des KND, ils font partie de l'organisation des "adolescents" donc sont des ennemis. Ils font tout pour leur pourrir la plupart de leurs missions. Ils sont cinq enfants toujours collés l'un à l'autre et ont la particularité de parler tous ensemble comme un seul enfant. Ce sont eux qui ont rendu Numéro 1 chauve. On apprend dans le film "Opération Zéro" que c'était autrefois une des équipes Kids Next Door (secteur Z) qui avait disparu sans laisser de traces et qui a subi un lavage de cerveau pratiquement irréversible par Père, leur rêve est de devenir des adultes. Étant donné qu'ils sont les enfants adoptifs de Père, ils sont les cousins adoptifs de Numéro 1. Leurs personnages sont inspirés des enfants du film d'épouvante de 1960, "Le village des damnés".

- Père (chef des ravissants chichis gratins d'en face) : il est un des pires ennemis des Kids Next Door. Il est toujours habillé d'un costume noir qui lui cache totalement le visage et il a certains pouvoirs. On apprend dans le film "Opération Zéro" qu'il est le frère du légendaire Numéro 0 (fondateur des Kids Next Door) mais aussi l'oncle de Numéro 1. Il semble avoir copié son costume noir sur celui de son père (alias Grand-Père). Son vrai nom est Benedict.

- Dentisteman (ou Adjudentifrice) : un méchant obsédé par l’hygiène dentaire, aimant soumettre les enfants à diverses opérations dentaires douloureuses. Il possède un large arsenal de gadgets rappelant des instruments de dentiste.

- Glubarbe : ce pirate écume la région dans son vaisseau, en quête de sucreries que lui et son équipage de pirates volent aux enfants. Son nom vient des bonbons multicolores collés à sa barbe.

- Berta Kichenbois : une vieille dame obèse, qui se plaît à gaver les enfants d'aliments répugnants pour les engraisser. Avec ses sbires, Foie et Oignons, elle commande une armée d'aliments vivants qui se fourrent d'eux-mêmes dans la bouche des enfants.

- Le Comte Panpancucul : un vampire qui donne des fessées aux enfants pas sages. En enlevant un de ses gants, il peut transformer en vampires donneurs de fessées les enfants, la seule solution pour guérir les nouveaux vampires est que ceux-ci lui donnent à leur tour des fessées.

- Monsieur Patron (ou Monsieur Boss) : patron d'entreprise (d'où son nom), ennemi des enfants (sauf des siens et de Numéro 86 qui est sa fille).

- Cabinatore : adulte entouré de papier toilette, ennemi des KND mais tellement nul qu'il fait même rater les plans des Adultes contre les KND ; ses pouvoirs sont cependant plus puissants qu'il n'y parait. On apprend dans la BD que Cabinatore est en fait Lou, le jumeaux disparu de Mr Basket et donc jumeauoncle du Numéro 4.

- Cree Lincoln : la sœur rivale de numéro 5 et ennemie des KND après en avoir été membre en tant que Numéro 11, et membre de l'Organisation des adolescents. C'est l'ancien leader du secteur V et a déserté avant de perdre ses souvenirs. Elle veut que sa petite sœur la rejoigne du côté des adolescents. Numéro 2 est amoureux d'elle, mais elle le hait au plus haut point.
- La grand-mère de Numéro 2 : c'est la grand-mère maternelle de Numéro 2 et Tommy; elle et deux vieillards utilisent une crème rajeunissante pour devenir des adolescents super-vilains ; s'ils redeviennent vieux, ils se battent avec un robot géant.
- Muchi Sanbon : c'est la petite sœur de Numéro 3. D'abord apparaissant comme adorable et la version miniature de sa sœur, elle cache en fait un esprit calculateur et déteste Numéro 3, mais aussi Numéro 2 qui gâche tous ses plans. Son petit ami est le roi Sandy. Son prénom veut dire "inceste" ou "nuisance" en japonais.
- Le roi Sandy : un sale gamin prétentieux, toujours accompagné de ses trois cousins qui lui servent de chevaliers. Il tombe amoureux de Numéro 3 et veut l'épouser, mais cette dernière refuse car elle est plus vieille, Sandy essaye alors de la kidnapper plusieurs fois, mais tombe amoureux de la petite sœur de Numéro 3 qui a le même âge que lui.

- Chad Dickson : un ex membre de KND (Numéro 274, leur ancien Leader ou Chef Suprême), qui a atteint ses 13 ans et devint un membre de l'Organisation des adolescents, ennemi des KND (en fait c'est un agent KND infiltré chez les adolescents).

- Les jumeaux intéressants de la montagne : faux-jumeaux (un garçon et une fille) japonais, enfants espions de Père, maîtres en déguisement.
- Common Cold : ennemi assez absent de l'univers KND, c'est un adulte avec la particularité d'être en permanence malade (Cold = Rhume). Il est capable de projeter de la morve (miam miam...) pour rendre les enfants malades et à notamment coopéré avec le petit frère de Number 2 dans un épisode de la saison 1.
- Mr Fibb and Mr Wink : ennemis récurrents des KND, et aussi des plus dangereux, ce duo d'adulte est inspiré d'ennemis de James Bond (Diamonds are Forever - Mr. Wint and Mr. Kidd). Ils ont notamment la particularité de finir leurs phrases par une attente d'affirmation de la part de leur partenaire "isn't it, Mr Fibb/Mr Wink ?". Ce n'est pas toujours une question Tag (voir cours d'anglais forme interrogative).
- Crazy old cat lady : ennemie assez absente de la série, cette vieille dame est une fanatique des chats et dispose, en plus d'avoir une apparence féline, d'une véritable armée de chats qui composent un "méga-cat", un robot géant mais fait de chats.
- Cuppa Joe : un homme avec une énorme tasse de café travaillant pour Père et les chichis gratins ; le café lui donne une super vitesse qui le rend intouchable, mais Numéro 5 le bat en buvant par accident du café.
- Henrich von Marzipan : chasseur de trésors et rival archennemie de Numéro 5, il se lance toujours à la recherche de friandises légendaires aux pouvoirs maudits, mais Numéro 5 déjoue ses plans à chaque fois. Bien qu'il haïsse Numéro 5, cette dernière lui sauve la vie en permanence. Henrich est en réalité une fille nommée Henrietta von Marzipan et la meilleure amie de Numéro 5 ; mais lors d'une exploration avec cette dernière, Henrietta est frappée d'une malédiction qui lui fait perdre toute sa féminité, elle tient Numéro 5 responsable de cet accident. Lors d'une lutte ultime, Henrietta finie par se relier d'amitié avec Numéro 5 qui l'aide à retrouver sa vraie apparence.
- DNK : il s'agit de la version négative des KND : Numéro -4 est le chef, Numéro 1 et Numéro 86 sont des lâches, Numéro 3 est cruelle, Numéro 5 est ringarde et Lizzie est un membre sadique à part entière de l'organisation. Leur mission est d'assurer que les enfants fassent le travail des adultes, et leurs opposants sont une version agréable de Père et des ravissants chichis gratins plagistes.

## Production

### Développement
Tom Warburton créée une émission intitulée Kenny and the Chimp. À l'origine, il existait déjà un groupe d'enfants qui se nommaient eux-mêmes les The Kids Next Door parmi les personnages récurrents. Le scénario se centre par la suite principalement sur ce groupe qui, plus tard, sera mené à lutter contre les adultes. En 2001, l'épisode pilote originellement intitulé No P in the OOL, remporte du succès dans l'audience de Cartoon Network ; de ce fait, la chaîne autorise une continuité de la série qui sera nommée Nom de code : Kids Next Door. La série est produite par Curious Pictures (en) à Santa Monica, Californie, aux États-Unis.

## Épisodes
Nom de Code : Kids Next Door est initialement diffusée entre le 6 décembre 2002 et le 25 janvier 2008 sur Cartoon Network aux États-Unis. La série fait partie du label Cartoon Cartoons. Elle est rediffusée depuis 2012 dans le programme animé Cartoon Planet. Au total, six saisons de treize épisodes ont été diffusées, pour un total de 78 épisodes. Deux téléfilms ont été diffusés dont Opération: Z.E.R.O., et Opération : I.N.T.E.R.V.I.E.W.S.. En France, la série a été diffusée sur Cartoon Network jusqu'en 2007, et rediffusée sur Gulli et sur Boing.

### Première saison (2002–2003)
1. Opération: G.A.T.O. / Labo Bobo ou Chimpy Chimiste / Défense de -isser dans la -iscine(Operation: C.A.K.E.D. / Kenny and the Chimp: Diseasy Does It or Chimp-N-Pox / No P in the OOL)
2. Opération: G.L.A.C.E. / Opération: C.A.N.O.N. (Operation: I.-S.C.R.E.A.M. / Operation: C.A.N.N.O.N.)
3. Opération: E.D.F. / Opération: D.E.N.T. (Operation: N.O.-P.O.W.U.H. / Operation: T.E.E.T.H.)
4. Opération: P.I.R.A.T.E. / Opération: L.A.S.S.O. (Operation: P.I.R.A.T.E. / Operation: C.O.W.G.I.R.L.)
5. Opération: N.A.V.E.T. / Opération: G.O.L.F. (Operation: T.U.R.N.I.P. / Operation: M.I.N.I.-G.O.L.F.)
6. Opération: B.U.R.E.A.U. / Opération: P.Ô.L.E. (Operation: O.F.F.I.C.E. / Operation: A.R.C.T.I.C.)
7. Opération: P.O.U. / Opération: L.I.Z.Z.I.E. (Operation: L.I.C.E. / Operation: L.I.Z.Z.I.E.)
8. Opération: M.O.U.C.H.E. / Opération: C.O.L.L.I.N.E. (Operation: T.H.E.-F.L.Y. / Operation: P.O.I.N.T.)
9. Opération: T.V.B.B. / Opération: C.O.L.O. (Operation: C.A.B.L.E.-T.V. / Operation: C.A.M.P.)
10. Opération: F.R.È.R.E / Opération: C.H.A.D. (Operation: T.O.M.M.Y. / Operation: C.H.A.D.)
11. Opération: P.I.A.N.O. / Opération: Z.O.O. (Operation: P.I.A.N.O. / Operation: Z.O.O.)
12. Opération: C.H.U.T. / Opération: A.R.C. (Operation: Q.U.I.E.T. / Operation: R.A.I.N.B.O.W.S.)
13. Opération: G.R.A.N.D. (Operation: G.R.O.W.-U.P.)

### Deuxième saison (2003–2004)
1. Opération: C.H.A.T.S. / Opération: P.O.P. (Operation: C.A.T.S. / Operation: P.O.P.)
2. Opération: F.E.S.S.E. / Opération: R.A.S.S.E.M.B.L.E.M.E.N.T. (Operation: S.P.A.N.K. / Operation: D.A.T.E.)
3. Opération: A.C.N.E. / Opération: S.A.U.C.E. (Operation: S.U.P.P.O.R.T. / Operation: T.A.P.I.O.C.A.)
4. Opération: F.I.L.M. / Opération: B.A.R. (Operation: M.O.V.I.E. / Operation: F.A.S.T.-F.O.O.D.)
5. Opération: R.A.S.O.I.R. / Opération: O.O.M.-P.A.H. (Operation: S.H.A.V.E. / Operation: O.O.M.P.P.A.H.)
6. Opération: P.A.R.F.U.M. / Opération: B.A.I.S.E.R. (Operation: F.L.A.V.O.R. / Operation: K.I.S.S.)
7. Opération: F.A.N.T.Ô.M.E. / Opération: F.U.G.I.T.I.F. (Operation: G.H.O.S.T. / Operation: F.U.G.I.T.I.V.E.)
8. Opération: F.R.O.M.A.G.E. / Opération: G.É.N.I.E. (Operation: T.H.E.-S.H.O.G.U.N. / Operation: C.O.L.L.E.G.E.)
9. Opération: R.A.P.P.O.R.T. / Opération: S.L.I.P. (Operation: R.E.P.O.R.T. / Operation: B.R.I.E.F.)
10. Opération: G.A.T.O.-B.I.S. / Opération: E.S.P.A.C.E. (Operation: C.A.K.E.D.-T.W.O. / Operation: S.P.A.C.E.)
11. Opération: P.L.A.G.E. / Opération: E.S.P.I.O.N. ("Operation: B.E.A.C.H. / Operation: U.N.D.E.R.C.O.V.E.R.)
12. Opération: D.U.E.L. / Opération: J.U.M.O. (Operation: D.O.G.F.I.G.H.T. / Operation: T.R.I.P.)
13. Opération: F.I.N. (Operation: E.N.D.)

### Troisième saison (2004)
1. Opération: F.U.T.U.R. (Operation: F.U.T.U.R.E.)
2. Opération: O.C.É.A.N. / Opération: L.E.-C.H.E.F. (Operation: A.F.L.O.A.T. / Operation: L.E.A.D.E.R.)
3. Opération: U.T.O.P.I.E. / Opération: V.O.L.E.U.R.S. (Operation: U.T.O.P.I.A./Operation: R.O.B.B.E.R.S.)
4. Opération: F.O.N.T.A.I.N.E. (Operation: F.O.U.N.T.A.I.N.)
5. Opération: C.U.L.O.T.T.E. / Opération: N.O.V.I.C.E. (Operation: B.U.T.T./Operation: T.R.A.I.N.I.N.G.)
6. Opération: P.A.R.A.D.I.S. / Opération: F.Ê.T.E. (Operation: A.R.C.H.I.V.E. / Operation: S.L.U.M.B.E.R.)
7. Opération: A.G.E.N.T. / Opération: M.A.R.I.A.G.E. (Operation: P.I.N.K.E.Y.E. / Operation: K.A.S.T.L.E.)
8. Opération: C.A.K.E. (ou G.A.T.O.-T.R.O.I.S.) / Opération C.A.F.E. (Operation: C.A.K.E.D.-T.H.R.E.E. / Operation: L.O.C.K.D.O.W.N.)
9. Opération: G.O.R.I.L.L.E. / Opération: L.E.-M.U.R. (Operation: H.U.G.S. / Operation: J.E.W.E.L.S.)
10. Opération: D.I.P.L.Ô.M.E. (Operation: G.R.A.D.U.A.T.E.S.)
11. Opération: P.I.R.A.T.E.S. / Opération: C.A.R.T.E.S. (Operation: T.R.I.C.K.Y. / Operation: U.N.C.O.O.L.)
12. Opération :P.R.É.S.I.D.E.N.T. / Opération: H.Ô.P.I.T.A.L. (Operation: P.R.E.S.I.D.E.N.T. / Operation: H.O.S.P.I.T.A.L.)
13. Opération: C.H.O.U. / Opération: C.H.A.R. (Operation: S.P.R.O.U.T. / Operation: H.O.U.N.D.)

### Quatrième saison (2004–2005)
1. Opération: C.H.O.C.O. / Opération: C.H.A.S.S.E. (Operation: R.A.B.B.I.T. / Operation: F.L.U.S.H.)
2. Opération: C.A.S.S.C.R.O.U.T.E. / Opération: S.U.S.P.E.C.T. (Operation: F.O.O.D.F.I.T.E. / Operation: C.L.U.E.S.)
3. Opération: C.R.O.K.E.T. / Opération: P.Â.T.E. (Operation: N.U.G.G.E.T. / Operation: M.A.C.A.R.R.O.N.I)
4. Opération: P.I.S.C.I.N.E. (Operation: P.O.O.L.)
5. Opération: G.Â.T.E.A.U. (ou G.A.T.O.-Q.U.A.T.R.E.) (Operation: C.A.K.E.D.-F.O.U.R.)
6. Opération: O.D.O.D.O. / Opération: S.A.T.U.R.N.E. (Operation: S.I.T.T.E.R./ Operation: S.A.T.U.R.N.)
7. Opération: C.H.O.C.O.L.A.T. / Opération: M.A.T.A.D.O.R. (Operation: C.H.O.C.O.L.A.T.E. / Operation: M.A.T.A.D.O.R.)
8. Opération: R.E.P.A.S. / Opération: C.É.R.É.A.L.E.S. (Operation: L.U.N.C.H. / Operation: M.U.N.C.H.I.E.S.)
9. Opération: C.R.A.V.A.T.E.S. / Opération: A.R.M.O.I.R.E. (Operation: K.N.O.T. / Operation: C.L.O.S.E.T.)
10. Opération: G.E.L. (Operation: S.N.O.W.I.N.G.)
11. Opération: M.A.U.R.I.C.E. (Operation: M.A.U.R.I.C.E.)
12. Opération: A.M.O.U.R. / Opération: C.A.N.A.P.É. (Operation: L.O.V.E. / Operation: C.O.U.C.H.)
13. Opération: B.A.P.T.Ê.M.E. / Opération: R.E.G.R.E.S.S.I.O.N. (Operation: D.O.D.G.E.B.A.L.L. / Operation: F.E.R.A.L.)

### Cinquième saison (2005–2006)
1. Opération: E.L.E.C.T.I.O.N.S. (Operation: E.L.E.C.T.I.O.N.S.)
2. Opération: C.R.A.D.O. / Opération: B.E.B.E. (Operation: D.U.C.K.Y. / Operation: D.I.A.P.E.R.)
3. Opération: M.E.C.H.A.N.T. / Opération: P.O.I.S.S.E.U.X. (Operation: B.U.L.L.I.E.S. / Operation: F.I.S.H.Y.)
4. Opération: B.R.E.A.K.U.P. / Opération: M.I.E.T.T.E.S. (Operation: B.R.E.A.K.U.P. / Operation: S.A.F.A.R.I.)
5. Opération: L.U.T.I.N.S. (Operation: N.A.U.G.H.T.Y.)
6. Opération: V.I.R.U.S. / Opération: B.O.U.T.O.N. (Operation: V.I.R.U.S. / Operation: O.U.T.B.R.E.A.K.)
7. Opération: M.A.N.G.U.E. / Opération: C.A.N.Y.O.N. (Operation: C.A.N.Y.O.N. / Operation: H.O.L.I.D.A.Y.)
8. Opération: G.A.T.E.A.U. (ou G.A.T.O.-C.I.N.Q.) (Operation: C.A.K.E.D.-F.I.V.E.)
9. Opération: R.E.C.R.U.E. / Opération: P.A.P.A. (Operation: R.E.C.R.U.I.T. / Operation: D.A.D.D.Y.)
10. Opération: C.L.O.W.N. / Opération: F.E.S.S.E.E. (Operation: C.L.O.W.N. / Operation: S.P.A.N.K.E.S.T.I.N.E.)
11. Opération: F.R.O.I.D. / Opération: P.O.U.C.E. (Operation: H.O.T.S.T.U.F.F. / Operation: M.I.S.S.I.O.N.)
12. Opération: R.E.G.L.I.S.S.E. / Opération: R.E.T.R.A.I.T.E.S. (Operation: L.I.C.O.R.I.C.E. / Operation: H.O.M.E.)
13. Opération: C.H.A.T. (Operation: I.T.)

### Sixième saison (2006–2008)
1. Opération: S.E.C.U.R.I.T.E. (Operation: S.A.F.E.T.Y.)
2. Opération: A.N.G.L.A.I.S. / Opération: T.R.O.P.H.E.E. (Operation: E.N.G.L.A.N.D. / Operation: A.W.A.R.D.S.)
3. Opération: H.A.M.S.T.E.R. / Opération: R.E.C.R.E. (Operation: R.E.C.E.S.S. / Operation: H.A.M.S.T.E.R.)
4. Opération: P.R.E.S.I.D.E.N.T. (Operation: W.H.I.T.E.H.O.U.S.E.)
5. Opération: E.P.I.N.A.R.D. / Opération: M.E.S.S.A.G.E. (Operation: S.P.I.N.A.C.H. / Operation: M.E.S.S.A.G.E.)
6. Opération: P.O.N.T. / Opération: S.O.D.A. (Operation: B.R.I.D.G.E. / Operation: S.I.X.)
7. Opération: V.E.L.O. (Operation: T.R.I.C.Y.C.L.E.)
8. Opération: D.E.L.I.T. / Opération: B.O.U.M. (Operation: C.R.I.M.E. / Operation: P.A.R.T.Y.)
9. Opération: C.H.I.E.N.S. / Opération: P.L.A.N.E.T.E. (Operation: D.O.G.H.O.U.S.E. / Operation: P.L.A.N.E.T.)
10. Opération: S.C.I.E.N.C.E. / Opération: A.M.I.S.H. (Operation: S.C.I.E.N.C.E. / Operation: A.M.I.S.H.)
11. Opération: C.O.P.I.N.E. (Operation: G.I.R.L.F.R.I.E.N.D.)
12. Opération: C.A.R.A.M.E.L. / Opération: L.U.N.E. (Operation: C.A.R.A.M.E.L. / Operation: M.O.O.N.)
13. Opération: T.R.A.I.T.E. (Operation: T.R.E.A.T.Y.)

### Films et vidéos d'animation originale (2006–2008)
1. Opération: Z.E.R.O. (Operation: Z.E.R.O.) (film, 2006): Film relatant le retour du premier grand ennemi des KND "Grand-Père". La vérité sur les origines des KND ainsi que les liens qui unissent la famille de Numéro 1 aux KND.
2. Les aventures macabres des KND (The grim adventures of the KND) (OAV, 2007) : OAV crossover entre les KND et Billy et Mandy, aventuriers de l'au-delà.
3. Opération: E.N.T.R.E.T.I.E.N. (Operation: I.N.T.E.R.V.I.E.W.S.) (OAV, 2008) : OAV relatant la dernière mission de Numéro 1 et qui conclut la série sur le départ de Numéro 1 dans l'espace. OAV entrecoupés de scènes avec des acteurs réels jouant les équipiers devenus adultes de Numéro 1 qui se font interviewé par un mystérieux journaliste.